# Philippe Casado
Philippe Casado, nacido el 1 de febrero de 1964 en Uchda (Marruecos) y fallecido el 21 de enero de 1995 en Saint-Estève, fue un ciclista francés que fue profesional de 1986 a 1994. Destacó su triunfo de etapa en el Giro de Italia 1991. Falleció trágicamente debido a una Aneurisma que sufrió durante la disputa de un partido de rugby benéfico.
En 2007, en un debate sobre las cuestiones legales de las drogas para mejorar el rendimiento, Greg LeMond contó una historia sobre un excompañero que había dejado su equipo (Gan), en favor de un equipo italiano que le proporcionaría acceso a productos dopantes. Aunque LeMond no mencionó a Casado por su nombre, los acontecimientos describen a Casado perfectamente. LeMond sugirió que la muerte de Casado fue la razón por la que se retiró del ciclismo.

## Palmarés
| 1985 - 3 etapas del Tour de Vaucluse 1987 - 1 etapa de la Estrella de Bessèges - 1 etapa del Tour del Porvenir | 1988 - 1 etapa de la Milk Race 1991 - 1 etapa del Giro de Italia |

## Resultados en Grandes Vueltas y Campeonatos del Mundo
Durante su carrera deportiva ha conseguido los siguientes puestos en las Grandes Vueltas y en los Campeonatos del Mundo en carretera:
| Carrera         | 1986 | 1987 | 1988  | 1989 | 1990 | 1991 | 1992 | 1993  | 1994  |
| --------------- | ---- | ---- | ----- | ---- | ---- | ---- | ---- | ----- | ----- |
| Giro de Italia  | -    | -    | -     | -    | 67.º | 76.º | 33.º | 81.º  | -     |
| Tour de Francia | -    | -    | 129.º | 93.º | -    | 87.º | -    | 123.º | -     |
| Vuelta a España | -    | -    | -     | -    | -    | -    | -    | -     | 118.º |
| Mundial en Ruta | -    | -    | -     | -    | -    | -    | -    | -     | -     |